# مهرجان كان السينمائي 1987
مهرجان كان السينمائي لعام 1987 هو الدورة الـ40 للمهرجان عُقد في 7 إلى 19 مايو من عام 1987، حصل فيلم "Under the Sun of Satan" للمخرج الفرنسي موريس بيالا على السعفة الذهبية للمهرجان.